# Ablah
Ablah (tiếng Ả Rập: عبلة, đã Latinh hoá: ‘Ablah; tiếng Kurd: Ebla) là một ngôi làng ở phía bắc tỉnh Aleppo, tây bắc Syria. Nằm trong một wadi được bao quanh bởi dãy núi Aqil và cách khoảng 6 kilômét (3,7 mi) về phía đông bắc của hồ chứa Shahba, nó nằm ở vị trí 10 km (6,2 mi) về phía nam Akhtarin và khoảng 25 kilômét (16 mi) phía đông bắc thành phố Aleppo.
Về mặt hành chính, ngôi làng thuộc về Nahiya Akhtarin ở quận Azaz. Các địa phương lân cận bao gồm Tall Tanah 1,5 km (0,93 mi) về phía tây bắc và Hezwan 5 km (3,1 mi) về phía đông nam. Trong cuộc điều tra dân số năm 2004, Ablah có dân số 517 người.